# Hildeoc
Hildeoc (også Ildeoc, Aldihoc; anden halvdel af det 5. århundrede) var en langobardisk konge af slægten Leting der regerede i det 5. århundrede. Han var søn af den forrige konge Lethu. Langobarderne boede på dette tidspunkt i området omkring Donau og Noricum, i det nuværende Bøhmen, Mähren i Niederösterreich.